# APS-H

Wymiary przetworników stosowanych w aparatach cyfrowych w odniesieniu do klatki 35 mm

APS-H (ang. Advanced Photo System type-High definition) – format przetwornika obrazu w aparatach cyfrowych o bokach mniejszych ok. 1,3× (tzw. crop) od klatki małoobrazkowej 35 mm (full frame). Standard w popularnych lustrzankach cyfrowych.
Aby uzyskać ekwiwalent ogniskowej obiektywu w odniesieniu do „full frame”, należy pomnożyć „crop” przez długość ogniskowej obiektywu aparatu z rozmiarem przetwornika obrazu dla tej wartości crop (np. 1,3 × 70 mm = 91 mm). Oznacza to, że obiektyw 70 mm w systemie APS-H da ten sam kąt widzenia, co obiektyw 91 mm w formacie małoobrazkowym 35 mm.
Nazwa standardu APS-H pochodzi od formatu filmu, który miał w drugiej połowie lat 90. XX wieku wyprzeć „mały obrazek”. Producenci uznali wymiary klatki APS (25,1×16,7 mm) za dobry kompromis między kosztami produkcji a jakością obrazu. Błony fotograficzne dla tego formatu były oferowane w 3 długościach: 15, 25 oraz 40 klatek.
Format APS-H ma rozmiar klatki nieco większy od APS-C i jest największy spośród niepełnoklatkowych przetworników obrazowych.